# ريتشارد بارنز (سياسي)
ريتشارد بارنز (بالإنجليزية: Richard Barnes)‏ هو سياسي بريطاني، ولد في 1 ديسمبر 1947. حزبياً، نشط في حزب المحافظين. وقد انتخب Deputy Mayor of London ‏ (6 مايو 2008 – 4 مايو 2012).